# جون إليوت كيرنز
جون إليوت كيرنز (26 ديسمبر 1823-8 يوليو 1875) اقتصادي سياسي أيرلندي. وصف بأنه «آخر الاقتصاديين الكلاسيكيين».

## سيرته الذاتية
ولد جون كيرنز في كاسلبيلينغهام، مقاطعة لاوث. كان ابن ويليام إليوت كيرنز (1787-1863) من ستامين، بالقرب من دروغيدا، وماريان وولسي، التي كانت والدتها أخت السير ويليام بيلينغهام، أول بارونيت لكاسلبيلينغهام. اتخذ والد جون مهنة تجارية، ضد رغبات والدته (كاثرين مور من مور هول، كيلينشي)، وأصبح شريكًا في مصنع جعة وولسي في كاسلبيلينغهام. في عام 1825، بدأ ويليام كيرنز سجله الخاص في دروغيدا، وحقق لمصنع الجعة دروغيدا نجاحًا غير مشروط. كان يعرف عنه براعته التجارية الكبيرة والاهتمام الشديد بالأعمال الخيرية.
بعد ترك المدرسة، أمضى جون كيرنز بضع سنوات في مكتب محاسبة والده في دروغيدا. من ناحية ثانية، كانت ميوله تتجه تمامًا نحو الدراسة، وسمح له بدخول كلية ترينيتي في دبلن، حيث حصل على درجة البكالوريوس في عام 1848، وحصل على درجة الماجستير في الفنون بعد ست سنوات من التعليم في كلية ترينيتي، دبلن. بعد اجتياز منهج الفنون، انخرط في دراسة القانون وتم استدعاؤه إلى نقابة المحامين الأيرلندية. لكن لم تكن لديه الرغبة في ممارسة مهنة المحاماة، وعلى مدى عدة سنوات تالية، كرس نفسه للكتابة في نشرات مختلفة حول القضايا والأطروحات الاجتماعية والاقتصادية المتعلقة بأيرلندا. ركز في الغالب على الاقتصاد السياسي، الذي درسه باستفاضة.
تعرف أثناء إقامته في دبلن على رئيس الأساقفة ويتلي، الذي أبدى احترامًا كبيرًا لشخصية وقدرات كيرنز. في عام 1856، أُحدث شاغر في قسم الاقتصاد السياسي في دبلن، التي أسسها واتلي، وحصل كيرنز على الوظيفة. وفقًا لقوانين المؤسسة، تم نشر محاضرات مادته الدراسية للسنة الأولى. ظهر الكتاب في عام 1857 تحت عنوان السمات والأسلوب المنطقي للاقتصاد السياسي. تابع وتوسع معالجة جي إس ميل من خلال مقالاته حول بعض المسائل غير المسواة في الاقتصاد السياسي، وشكل مقدمة رائعة لدراسة الاقتصاد كعلم. تم فيه عرض قوة الفكر والتعبير المميزة للمؤلف على أفضل وجه. تعد الدقة المنطقية، ودقة اللغة، والفهم الراسخ للطبيعة الحقيقية للحقائق الاقتصادية هي الصفات المميزة لهذا الكتاب كما هو الحال في جميع أعماله الأخرى. ولو اعتبرنا الكتاب لم يقدم الكثير، فإنه على الأقل منح فائدة لا تقدر بثمن للاقتصاديين السياسيين من خلال شرحه الواضح للطبيعة الحقيقية ومعنى قانون المصطلح الغامض. بالنسبة لوجهة نظر الاختصاص ونظام الاقتصاد السياسي الذين تم شرحهما في هذا العمل المبكر، ظل المؤلف دائمًا على حق، ولم تكن العديد من مقالاته اللاحقة، مثل تلك المتعلقة بالاقتصاد السياسي والأرض، والاقتصاد السياسي واقتصاد عدم التدخل، سوى تكرار لنفس المبادئ. كانت مساهمته التالية في العلوم الاقتصادية عبارة عن سلسلة من المقالات حول مسألة الذهب، نشرت جزئيًا في مجلة فريزر، وتم فيها تحليل العواقب المحتملة لزيادة المعروض من الذهب المصاحب لاكتشافات الذهب الأسترالية والكاليفورنية، بمهارة وبراعة كبيرة. وظهر مقال نقدي عن عمل م. شوفالييرز، حول الانخفاض المحتمل في قيمة الذهب، في مجلة إدنبرة النقدية لشهر يوليو 1860.
في عام 1861، تم تعيين كيرنز لأستاذية الفقه والاقتصاد السياسي في جامعة كوينز في غالواي، وفي العام التالي نشر عمله الرائع قوة العبيد، واحد من أفضل نماذج الفلسفة الاقتصادية التطبيقية. تم الكشف عن المساوئ الجوهرية في توظيف السخرة ببراعة ودقة كبيرين، وقد أخذت الاستنتاجات التي تم التوصل إليها مكانها بين مذاهب الاقتصاد السياسي المعترف بها. أثبت المسار الفعلي للأحداث إلى حد كبير الآراء التي عبر عنها كيرنز حول القضية المحتملة للحرب الأهلية الأمريكية، وكان لظهور الكتاب تأثير ملحوظ على الموقف الذي اتخذه مفكرون سياسيون مهمون في إنجلترا تجاه الولايات الكونفدرالية الأمريكية.
خلال الفترة المتبقية من إقامته في غالواي، لم ينشر البروفيسور كيرنز شيئًا فيما عدا بعض الأجزاء والكتيبات، بشكل خاص عن القضايا الأيرلندية. وكان أكثر هذه الأوراق قيمة هي سلسلة مكرسة لدراسة التعليم الجامعي. ضعفت صحته، التي لم تكن جيدة جدًا في السابق، في عام 1865 بسبب سقوطه عن حصانه. أصبح بعد ذلك عاجزًا عن ممارسة الأنشطة المجهدة وكان عرضة باستمرار لأن يتوقف عمله بسبب هجمات المرض. في عام 1866، تم تعيينه أستاذًا للاقتصاد السياسي في الكلية الجامعية بلندن. وقال إنه اضطر لقضاء الدورة 1868-1869 في ايطاليا، ولكنه استمر عند عودته بإلقاء المحاضرات حتى 1872. خلال جلسته الأخيرة، حاضر في فصل مختلط، حيث قُبلت السيدات في محاضراته. سرعان ما جعلت حالته الصحية من المستحيل عليه أداء واجباته العامة؛ استقال من منصبه عام 1872 وتقاعد بلقب أستاذ فخري في الاقتصاد السياسي. في عام 1873، منحته جامعته درجة دكتوراه في القانون. توفي في بلاكهيث، بالقرب من لندن، في 8 يوليو 1875.